# 埃希
埃希是瑞士的城鎮，位於該國北部，由索洛圖恩州負責管轄，面積5.44平方公里，海拔高度500米，2012年人口1,218，四成人口信奉基督教，人口密度每平方公里224人。

## 外部連結
- Official website （页面存档备份，存于） （德文）